# Július Gábriš
Július Gábriš (5. prosince 1913 Tesáre nad Žitavou – 13. listopadu 1987 Trnava) byl slovenský katolický duchovní, titulární biskup dekorianský (od roku 1973) a apoštolský administrátor nejprve trnavské apoštolské administratury (1973–1977) a následně nově vzniklé trnavské arcidiecéze (od roku 1977). Jeho biskupské heslo znělo Cum auxilio Divino (S Boží pomocí).

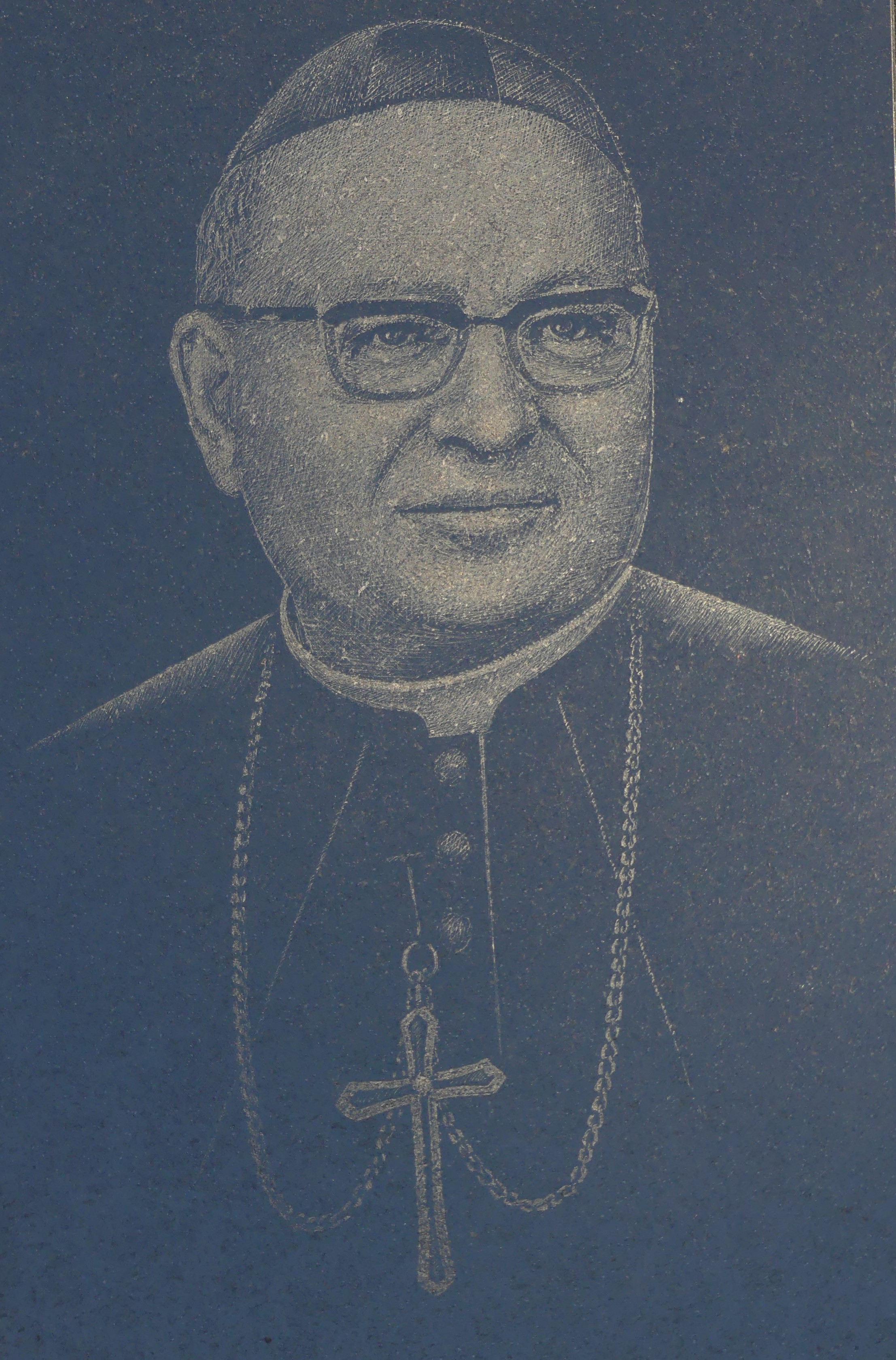
Portrét Júliuse Gábriše na pamětní desce v Novém Meste nad Váhom.

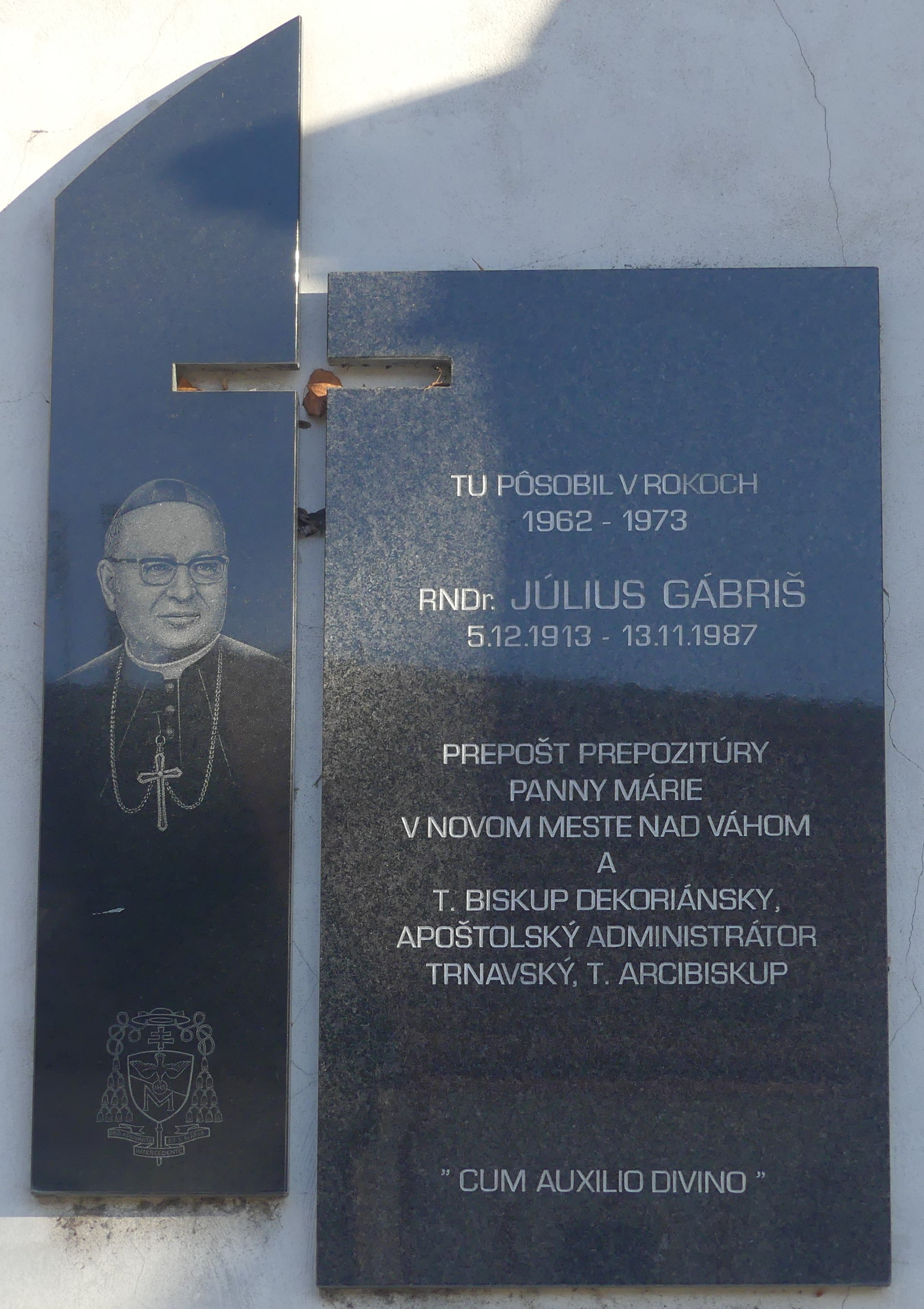
Pamětní deska Júliuse Gábriše v Novém Meste nad Váhom.

Byl jediný ze čtyř biskupů vnucených katolické církvi v roce 1973 československými úřady, který splnil daný slib a po vysvěcení opustil řady Sdružení katolických duchovních Pacem in terris a rovněž jediný z nich, kdo se po vydání dekretu Quidam episcopi (1982) spolu s kardinálem Tomáškem proti sdružení otevřeně postavil a zakázal je.